# Harry Storz
Harry Storz   (Halle, 3 de març de 1904 - Hamburg, 13 d'agost de 1982) va ser un atleta alemany, especialista en curses de velocitat, que va competir durant la dècada de 1920.
El 1928 va prendre part en els Jocs Olímpics d'Amsterdam, on va disputar dues proves del programa d'atletisme. Va guanyar la medalla de plata en els 4x400 metres relleus, formant equip amb Otto Neumann, Richard Krebs i Hermann Engelhard. En els 400 metres finalitzà en cinquena posició.
Storz s'afilià al partit Nazi i el 1929 fou escollit regidor de Halle. Exercí de periodista esportiu pel Comissariat d'Esports del Reich. El 26 de desembre de 1953 fou el primer periodista a Alemanya en fer una transmissió televisada de futbol.

## Millors marques
- 400 metres llisos. 48.4" (1928)
- 4x400 metres llisos. 3' 14.8" (1928) Rècord del món no ratificat[1][2]